# Hans Jansen
Johannes Juliaan Gijsbert Jansen dit Hans Jansen, né le 17 novembre 1942 à Amsterdam et mort le 5 mai 2015, est un politicien, un écrivain, et un ex-universitaire spécialiste de l'Islam contemporain aux Pays-Bas, député européen de 2014 à sa mort.

## Carrière universitaire
Titulaire d'une maîtrise de l'Université d'Amsterdam puis d'un doctorat d'arabe à l'Université de Leyde, Jansen commence sa carrière universitaire en tant que Directeur de l'Institut Néerlandais du Caire, de 1979 à 1982. À partir de 1983, il est professeur associé d'Arabe et d'études islamiques à l'Université de Leyde. À partir de 2003, et jusqu'à sa retraite en 2008, il est professeur de pensée islamique contemporaine à l'Université d'Utrecht. Tout au long de sa carrière, il publiera 17 livres, tous en rapport avec l'islam.

## Carrière politique
En 2014, à 71 ans, Hans Jansen se présente aux élections européennes dans une liste du Parti pour la liberté, formation nationaliste anti-islam. En 4e position sur la liste, il n'est pas élu le 22 mai mais remplace Geert Wilders qui démissionne sans siéger. Au sein du Parlement européen, il est membre de la Commission du développement et de la délégation pour les relations avec l'Afghanistan.